# Chauques
Las islas Chauques —también grupo Chauques— son un conjunto de islas chilenas pertenecientes al archipiélago de Chiloé. Se localizan al noreste de Chiloé, inmediatamente al sur del golfo de Ancud y se componen de seis islas permanentes, que de oeste a este son: Mechuque, Añihué, Taucolón, Cheniao, Butachauques y Aulín. Administrativamente pertenecen a la comuna de Quemchi. 

## Toponimia
Se estima que Chauques es una palabra de origen chono y que significaría «grupo de islas».[cita requerida]

## Población
Según el censo chileno de 2017 el conjunto de islas posee 1277 habitantes, de los cuales 695 viven en Chauques occidental y 582 en Chauques oriental. Villa Mechuque, con 129 habitantes, es el caserío más grande del archipiélago. Otras localidades son Añihué y Puerto Voigue. En isla Butachauques se encuentran los sectores de San José, Metahue, Coneb, Nayahué y Maluco.
Población 2017, por isla:
| Isla                          | N.º hab |
| ----------------------------- | ------- |
| Añihué (+ Nahuac + Puduguapi) | 161     |
| Aulín (+Diañ)                 | 76      |
| Butachauques                  | 506     |
| Cheniao (+ Voigue)            | 174     |
| Mechuque                      | 318     |
| Taucolón                      | 42      |

## Islas

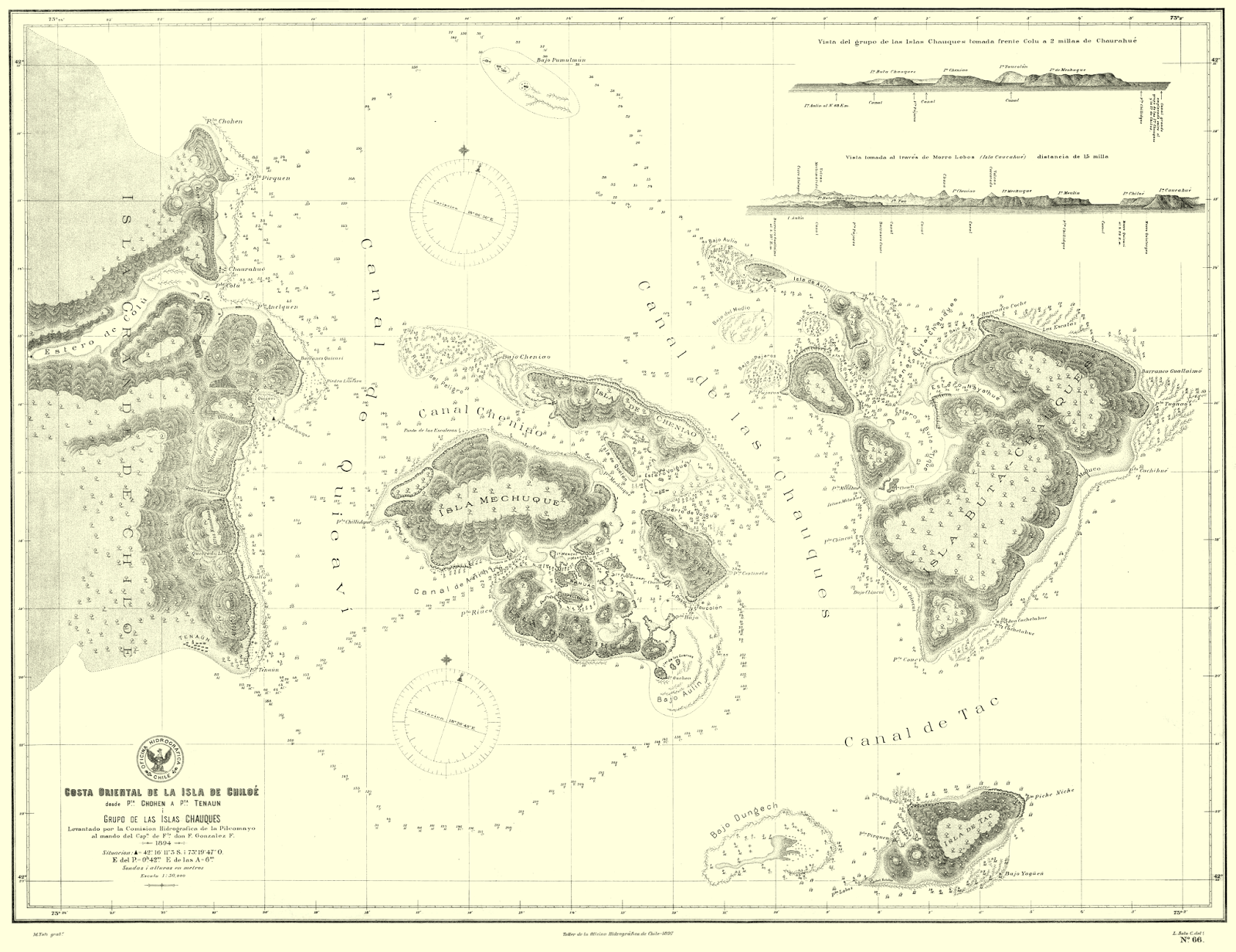
Mapa de islas Chauques de 1898. La isla Tac (abajo, der.) no forma parte del grupo.

### Mechuque
Es la más occidental de las islas, se ubica frente a la costa de la Isla Grande de Chiloé a 25 minutos de navegación del poblado de Tenaún en la comuna de Dalcahue. Mechuque posee un poblado del mismo nombre, que se originó por la instalación de una industria conservera de mariscos. Actualmente es un sector de interés turístico en que existen varios palafitos, el museo histórico Don Paulino  y el mirador Doña Mirza.

### Butachauques
La mayor de las islas Chauques es Butachauques, ubicada en el extremo oriental del grupo. Su nombre procede de la adición del término füta, «grande» en mapudungun, al topónimo chono.  Durante la marea alta, llamada marlleno en el español de Chiloé, algunos sectores quedan separados y constituyen islas momentáneas.

## Conectividad
El archipiélago cuenta con nueve servicios marítimos de pasajeros que lo conectan con el resto de Chiloé, todos ellos subsidiados. Al 2020 las rutas son las siguientes (viaje ida y vuelta, frecuencia público general):
- Tac → Taucolón → (Isla) Voigue → Cheniao → Quicaví. Dos veces a la semana.
- Cheniao → (Isla) Voigue → Taucolón → Quicaví. Una vez a la semana
- Cheniao → (Isla) Voigue → Taucolón → Dalcahue. Dos veces a la semana.
- Mechuque → Añihué → Quicaví. Dos veces a la semana.
- Mechuque → Añihué → Tenaún. Una vez a la semana (tres viajes semanales en verano).
- Mechuque → Añihué → Dalcahue. Dos veces a la semana.
- Butachauques → Quicaví. Una vez a la semana.
- Butachauques → Dalcahue. Dos veces a la semana (tres viajes semanales en verano).
- Butachauques → Taucolón → Cheniao → Voigue → Añihué → Mechuque → Achao. Dos veces a la semana.

En el sector suroeste de isla Butachauques también existe un aeródromo, el cual no cuenta con servicio de pasajeros.